# Euprophantis
Euprophantis là một chi bướm đêm thuộc họ Gracillariidae.

## Các loài
- Euprophantis autoglypta Meyrick, 1921